# S108 (Den Haag)
De S108 is een stadsroute in Den Haag die loopt vanaf de Binckhorstlaan over de Supernovaweg en over de Maanweg. De route verbindt de S100/Centrumring met de oprit in Voorburg naar de A12 (afrit 4). Om vandaar de Ring Den Haag te bereiken kan men gebruikmaken van een kort gedeelte van de A12, waarover men via knooppunt Prins Clausplein de A4 bereikt.
 Den Haag ·   ·  ·  · · ·  ·  ·  ·  ·  ·  

 Haagsche tunnels: Koningstunnel · Hubertustunnel · Victory Boogie Woogietunnel